# Заозерское сельское поселение (Карелия)
Заозе́рское се́льское поселе́ние — муниципальное образование в Прионежском районе Республики Карелия Российской Федерации. 
Административный центр поселения — село Заозерье.

## Население
| 2009  | 2010  | 2012  | 2013  | 2014  | 2015  | 2016  |
| ----- | ----- | ----- | ----- | ----- | ----- | ----- |
| 1427  | ↗1518 | ↘1499 | ↘1461 | ↘1453 | ↗1503 | ↗1568 |
| 2017  | 2018  | 2019  | 2020  | 2021  | 2023  |       |
| ↗1670 | ↗1788 | ↗1968 | ↗2011 | ↗2499 | ↘2478 |       |

## Населённые пункты
В сельское поселение входят 5 населённых пунктов:
| № | Населённый пункт   | Тип населённого пункта | Население |
| - | ------------------ | ---------------------- | --------- |
| 1 | Берёзовые Мосты    | деревня                | →4        |
| 2 | Заозерье           | село                   | ↘1308     |
| 3 | Суйсарь            | деревня                | ↘41       |
| 4 | Суйсарь на острове | деревня                | →0        |
| 5 | Ялгуба             | деревня                | ↘108      |